# Bristowiella
Genre
Synonymes
- Bristowia Saaristo, 1978 nec Reimoser, 1934

Bristowiella est un genre d'araignées aranéomorphes de la famille des Lycosidae.

## Distribution
Les espèces de ce genre se rencontrent aux Seychelles et aux Comores.

## Liste des espèces
Selon World Spider Catalog (version 17.0, 03/04/2016) :
- Bristowiella kartalensis Alderweireldt, 1988
- Bristowiella seychellensis (Bristowe, 1973)

## Publications originales
- Saaristo, 1980 : Bristowiella new name for Bristowia Saaristo, 1978 (Araneae: Lycosidae). Bulletin of the British Arachnological Society, vol. 5, p. 116.
- Saaristo, 1978 : Spiders (Arachnida, Araneae) from the Seychelle islands, with notes on taxonomy. Annales. Zoologici Fennici, vol. 15, p. 99-126.